# 张希才
张希才（1912年—1986年），中国人民解放军将领、中国人民解放军开国少将。
曾任中国人民解放军南京军区防空军政治部主任。1955年，授予中国人民解放军少将。